# Roman Jaworski
Roman Tomasz Alojzy Jaworski (ur. 21 czerwca 1883 w Klicku, zm. 3 czerwca w 1944 w Górze Kalwarii) – prozaik, dramaturg i publicysta, jeden z najważniejszych przedstawicieli modernizmu w literaturze polskiej, prekursor nurtu groteskowego, katastroficznego i ekspresjonistycznego – obecnych później w dziełach między innymi Stanisława Ignacego Witkiewicza i Witolda Gombrowicza.

## Życiorys
Roman Tomasz Alojzy Jaworski urodził się 21 czerwca 1883 w Klicku. Przez osiem lat kształcił się w K. K. Gimnazjum im. Rudolfa w Brodach z językiem niemieckim wykładowym, gdzie otrzymywał stypendium, w 1901 ukończył chlubnie VIII klasę i zdał z odznaczeniem maturę. Studiował na uniwersytetach we Lwowie i Krakowie. W 1905 odbył podróż po Europie, Azji i Afryce. Pracował jako nauczyciel (między innymi języka francuskiego) w państwowych gimnazjach, a także jako prywatny guwerner synów księcia Lubomirskiego. Zajmował się także dziennikarstwem, a także tłumaczeniami (przełożył między innymi książkę G.B. Shawa „An Unsocial Socialist”, której nadał polski tytuł „Socjalista – amator”). W okresie międzywojennym pracował jako dyplomata, a także urzędnik w Ministerstwie Spraw Wewnętrznych.
Jego namiętnością była hazardowa gra w karty, co stało się przyczyną rozpadu jego pierwszego małżeństwa ze Stefanią Klemensiewiczówną. Później Jaworski związał się z Węgierką Foeldesi, zmarłą wskutek choroby psychicznej. Ostatnią jego partnerką była Irena Czarnożył, która opiekowała się nim po paraliżu jakiego doznał w roku 1939, i która – jako Żydówka – została zamordowana w 1944. W tym samym roku jesienią Roman Jaworski zmarł w Górze Kalwarii w schronisku dla paralityków.
Debiutował w roku 1903, artykułem „Śpiew o czujnej duszy” zamieszczonym w ukazującym się w Krakowie dwutygodniku „Przyszłość”. Pierwszą książkę wydał w roku 1910 – zbiór opowiadań „Historie maniaków”, do którego ilustracje sporządził Witold Wojtkiewicz, z którym Jaworskiego łączyła bliska przyjaźń (do grona przyjaciół Jaworskiego należeli także Stanisław Ignacy Witkiewicz, Karol Irzykowski i Leon Chwistek). „Historie maniaków” – poświęcone ludziom żyjącym w świecie urojeń – zapowiadają charakterystyczne elementy obecne w całej twórczości Jaworskiego: „estetykę brzydoty”, łączenie elementów dwóch rzeczywistości – realnej i opartej na halucynacjach, grę różnymi konwencjami językowymi, łączenie groteski z okrucieństwem. W roku 1925 Jaworski wydał „Wesele Hrabiego Orgaza. Powieść z pogranicza dwóch rzeczywistości” – opowieść o spotkaniu dwu milionerów, będącą w istocie opisem kryzysu cywilizacji po I wojnie światowej. Tej samej tematyce poświęcony jest dramat „Hamlet wtóry” (1911–1924), będący uwspółcześnioną wariacją na temat dramatu Szekspira. Ponadto Jaworski napisał niedokończoną powieść „Franciszek Pozór, syn Tomasza”, a także nieopublikowane „Wieści z pawilonu nieustającej radości” oraz „Opowieści ze smutku czterech ścian”.
W wielu swoich utworach Jaworski nawiązuje do etosu dandysa – wytwornych zwłok, człowieka żyjącego „na wspak”. Od 1913 roku współpracował z „Dziennikiem Lwowskim”, w 1914 po wybuchu I wojny światowej wyjechał do Wiednia, gdzie pisywał do „Wiedeńskiego Kuriera Polskiego”. Po powrocie do Polski, w 1919 roku nawiązał współpracę z „Wiadomościami Literackimi”, „Robotnikiem”, „Skamandrem”, w 1934 redagował tygodnik „Ster”.
Twórczość Jaworskiego przez wiele lat uległa kompletnemu zapomnieniu, dopiero w latach 70. XX wieku zaczęły ukazywać się artykuły o nim, wznowienia jego dzieł, a także adaptacje teatralne.